# Miles Creek (Roanoke River)
Der Miles Creek ist ein Fluss im Mecklenburg County im Süden des US-Bundesstaates Virginia.
Er entspringt in einem kleinen Waldgebiet etwa 350 Meter südöstlich der Kreuzung von Virginia State Route 47 und Union Level Road. Von hier aus fließt er eine kurze Strecke in südöstliche Richtung, bevor er in Höhe der State Route 657 nach Süden umschwenkt. Zwei Kilometer westlich des U.S. Highway 1 fließt der Miles Creek in den Lake Gordon und von dessen Ausfluss noch etwa neun Kilometer in südliche Richtung. Er mündet etwa 80 Meter östlich der U.S. 1-Autobahnbrücke in den Roanoke River.

## Nebenflüsse
- Little Miles Creek (links)
- Dockery Creek (links)